# Callitris preissii
Callitris preissii ist eine Pflanzenart aus der Familie der Zypressengewächse (Cupressaceae). Sie ist im südlichen Australien heimisch.

## Beschreibung

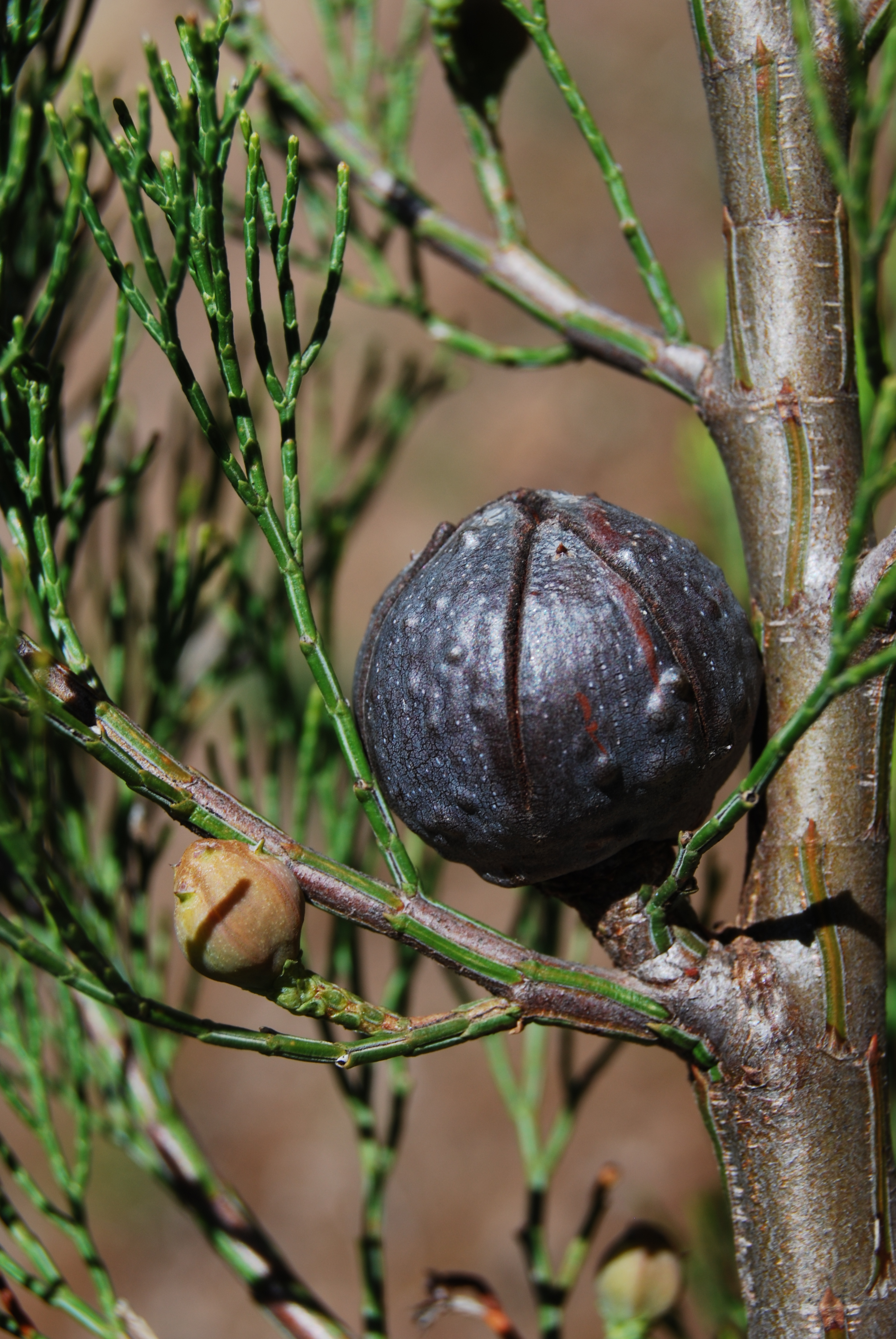
Zweig mit reifen Zapfen

Callitris preissii wächst als immergrüner Strauch oder Baum, der Wuchshöhen von bis zu 20 Metern erreichen kann. Er bildet selten mehrere Stämme aus. Die Äste gehen gerade oder aufrecht vom Stamm ab und können gelegentlich verkümmert sein.
Die grau- bis blaugrünen Blätter sind 2 bis 4 Millimeter lang, und ihre Rückseite ist abgerundet.
Die männlichen Blütenzapfen stehen in Gruppen an den Zweigen und sind bei einer Länge von bis zu 5 Millimetern zylindrisch geformt. Die eiförmigen bis abgeflacht-kugeligen weiblichen Zapfen stehen an einem Stiel einzeln oder in Gruppen zusammen und besitzen einen Durchmesser von 2 bis 3,5 Zentimeter. Jeder Zapfen enthält sechs dicken Zapfenschuppen und zahlreiche Samenkörner. Die Zapfen verbleiben nach der Reife noch einige Jahre an den Zweigen, ehe sie die Samen entlassen und abfallen. Die dunkelbraunen Samen sind etwa 4 Millimeter groß und besitzen zwei oder drei Flügel.
Die Chromosomenzahl beträgt 2n = 22.

## Vorkommen und Gefährdung
Das natürliche Verbreitungsgebiet von Callitris preissii liegt in den australischen Bundesstaaten New South Wales, Victoria, South Australia und dem südwestlichen Western Australia.
Callitris preissii wächst auf kalkhaltigen Sandböden, welche sich auf alten Küstendünen gebildet haben.
Callitris preissii wird in der Roten Liste der IUCN 1998 als „least concern“ = „nicht gefährdet“ eingestuft. Es wird darauf hingewiesen, dass eine erneute Überprüfung der Gefährdung notwendig ist.

## Nutzung
Callitris preissii wird als Ziergehölz verwendet.
Die Aborigines entlang des Murray River fertigten etwa 4 Meter lange Speere aus dem Holz an, welche sowohl zum Fischen als auch zum Staken von Kanus benutzt wurde. Das Harz wurde zur Befestigung von Widerhaken an den Speeren genutzt.
Die Art liefert einen Australischen Sandarak.

## Systematik
Die Erstbeschreibung als Callitris preissii erfolgte 1845 durch Friedrich Anton Wilhelm Miquel in Plantae Preissianae, Band 1, Seite 643.
Callitris preissii wird in bis zu zwei Unterarten unterteilt:
- Callitris oblonga subsp. murrayensis J.Garden wächst als Baum, der Wuchshöhen von bis zu 20 Metern erreichen kann. Die Zapfen werden meist dicker als 2,5 Zentimeter. Diese Unterart kommt in New South Wales, Victoria und in South Australia vor, wo sie vor allem im Tal des Murray Rivers wächst. Ein Synonym ist Callitris propinqua R.Br. ex R.Baker & H.G.Smith.[1]
- Callitris preissii subsp. preissii ist die Nominatform. Sie wächst als Baum mit gerade oder aufrecht vom Stamm abzweigenden Ästen. Die Zapfen werden 2,5 bis 3 Zentimeter dick. Man findet diese Unterart im gesamten Verbreitungsgebiet. Synonyme sind Callitris gracilis Baker und Callitris robusta R.Br. ex Bailey[1]

Callitris preissii bildet natürliche Hybride mit Callitris glaucophylla.